# Pierre Martin (poète)
Pour les articles homonymes, voir Martin et Pierre Martin.
Le chanoine Pierre Martin est né à Guiscriff (Morbihan) le 7 avril 1868 et décédé à Gourin le 16 février 1935. Il a laissé des poèmes pleins de vie et de fine observation.